# David Bruton
David Lee Bruton Jr. (Winchester, 23 luglio 1987) è un giocatore di football americano statunitense che gioca nel ruolo di safety per i Denver Broncos della National Football League (NFL). Fu scelto nel corso del quarto giro (114º assoluto) del Draft NFL 2009 dai Broncos. Al college ha giocato a football all'Università di Notre Dame.

## Carriera professionistica

### Denver Broncos
Bruton fu scelto nel corso del quarto giro del Draft 2009 dai Denver Broncos. Disputò la sua prima gara come titolare il 20 dicembre 2009 contro gli Oakland Raiders mettendo a segno 4 tackle. Uno dei più validi membri degli special team della squadra, l'11 marzo 2013 firmò un nuovo contratto triennale con la franchigia, raggiungendo quell'anno il Super Bowl XLVIII, perso contro i Seattle Seahawks.

## Palmarès

### Franchigia
- Super Bowl : 1

Denver Broncos: 50
- American Football Conference Championship: 2

Denver Broncos: 2013, 2015

## Statistiche
| Partite totali      | 77  |
| Partite da titolare | 4   |
| Tackle              | 88  |
| Sack                | 0,0 |
| Intercetti          | 1   |
| Fumble forzati      | 1   |

Statistiche aggiornate alla stagione 2013